# Samlarsjuka

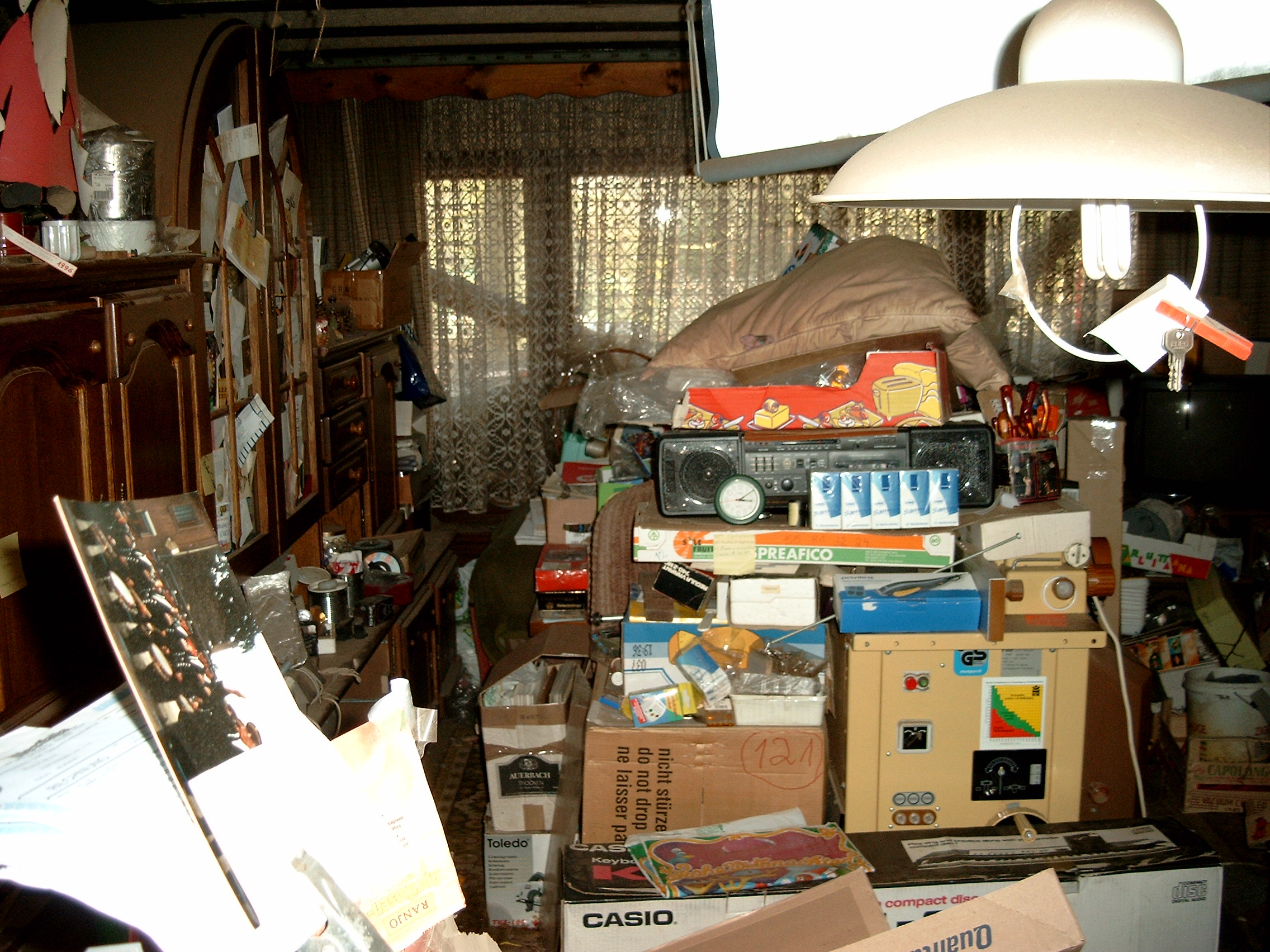
En lägenhet som ett möjligt exempel på samlarsjuka.

Samlarsjuka (även patologiskt samlande, samlarsyndrom eller disposofobi) är en psykisk störning som innebär att den drabbade inte kan göra sig av med ägodelar trots att de saknar värde. I doktrin beskrivs störningen ofta som en kategori av tvångssyndrom. I enlighet med definitionen för tvångssyndrom kan den drabbade väl inse orimligheten i sitt beteende men trots det känna starkt psykiskt obehag om ägodelar slängs. Samtidigt kan samlarsjuka orsaka skamkänslor och skuldkänslor hos individen, samt i vissa fall leda till vräkning.